# アメリカ合衆国51番目の州

アメリカ合衆国51星旗。51番目の州が加入したときのためにデザインされた。

アメリカ合衆国51番目の州（アメリカがっしゅうこく51ばんめのしゅう、51st state）とは、アメリカ合衆国の政治において、50あるアメリカ合衆国の州に加えて、候補と考えられる領土・地域を呼ぶ時の言葉である。時には真面目な政治状況の中で使われるが、アメリカ合衆国（米国）の影響下にあるか、またはあると考えられる国家において、その影響力が過剰であることを喩えた皮肉として使われることが多い。

## 概説

アメリカ合衆国51星旗。独立当時のように円形に星を配置したもの。詳しくは「51星のアメリカ合衆国の国旗」を参照

実現の可能性が高いのはプエルトリコで、2012年、州昇格に関する住民投票が行なわれ賛成票多数だった。
自由連合盟約の国家を表す時があるが、EU加盟国やカナダ、メキシコ、オーストラリア、ニュージーランド、イスラエル、イギリス、日本、韓国、中華民国（台湾）、フィリピン、アフガニスタン、パキスタンなどの国家では、その国家が経済・消費、文化、政治、外交、軍事面で米国に従属ないし過剰な配慮をしていると見ている人々が、それぞれの母国を批判的に言うときに「51番目の州」という言葉を使うことがある。
アラスカ州とハワイ州が加盟した1959年より以前は、「49番目の州」という言い方が使われた。「51番目の州の人」 (51st stater) は、米国の型や文化を模倣する米国には住んでいない人や、特に媚米派政治家を軽蔑的に揶揄して呼ぶ言葉である。

## 法的手続き
アメリカ合衆国憲法第4条第4節では、州相互の関係および州とアメリカ合衆国連邦政府との関係を規定しており、アメリカ合衆国議会は新しい州の加盟を承認する権限がある。各州はお互いの立法府と司法府の法律（州法）に対して「十分な信頼と信用」を与えることを要求されており、一般的に法的な契約、結婚および刑法の判断の認識にまで及んでいる。各州は、やはり憲法第4条第4節で「あらゆる州に連邦形態の政府を保障する」ことを規定しているように、連邦政府によって軍隊による防衛と民間防衛体制を保障されている。新しい州は北西部条例で確立された先例と手続きによって合衆国への加盟を認められる。1802年の権限付与法で定められた先例に従って、加盟の必要条件としてその州ごとの権限付与法が議会の承認を得なければならない。この法は、それまでの領土（準州）の住人が統治機構を形作ることを認め、州となるまでに適合していなければならない要求事項を定めている。プエルトリコや首都であるコロンビア特別区（ワシントンD.C.）を州に昇格させようという努力の歴史があり、以前のハワイとアラスカの領土を州に昇格させることに成功した歴史がある。

## 国内の候補

### コロンビア特別区
首都であるコロンビア特別区（ワシントンD.C.）は、その成り立ちとの関連で、アメリカ合衆国本土で唯一、州を構成していない。アメリカ合衆国連邦政府直轄地域である。
コロンビア特別区は、しばしば州への昇格の可能性があると言われている。第4代大統領ジェームズ・マディソンはその論文『ザ・フェデラリスト第43篇』において、合衆国憲法にある「連邦政府を置く場所」という語が意味するところについて考察した。マディソンは潜在的な利害の対立が予想されること、および「地域のための地方議会」の必要性については論じているが、コロンビア特別区の連邦議会代表権の問題には触れていない。当時、（議会関係者の多く住む）コロンビア特別区に完全な投票権を与えるのは、議会自身に議会での票を与えるようなものであり、市民を犠牲にして議会の力を増すことになると考える者もいた。しかし特別区の人口は既に約60万人に達し、ワイオミング1州よりも大きく、他のいくつかの州にも匹敵しているため、投票権を与えよとの声が増えている。

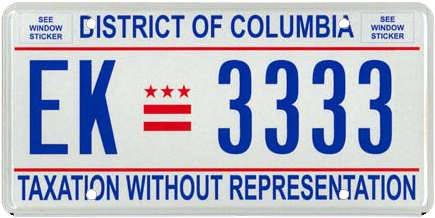
ワシントン.D.C.のナンバープレート。縁に「代表なき課税」と書かれている。

州昇格候補の中でもコロンビア特別区の住人は最もその昇格を支持する傾向にあるが、このことは憲法の改正を必要としている可能性がある。この動きを支持する特別区の住人は、アメリカ独立戦争の時の標語「代表なくして課税なし」を持ち出して、議会での代表権が無いことを訴えている。この標語は特別区で新しく発行される車のナンバープレートにも刻印されており、自動車を登録する者はこのデザインのナンバープレートか特別区のウェブサイト・アドレスが刻印されたデザインのものから選択することになる。第42代大統領ビル・クリントンの任期の終わり頃に、大統領専用車にもこの標語付きナンバープレートが取り付けられたが、次の第43代大統領ジョージ・W・ブッシュは就任とともに直ちにこれを取り外させている。

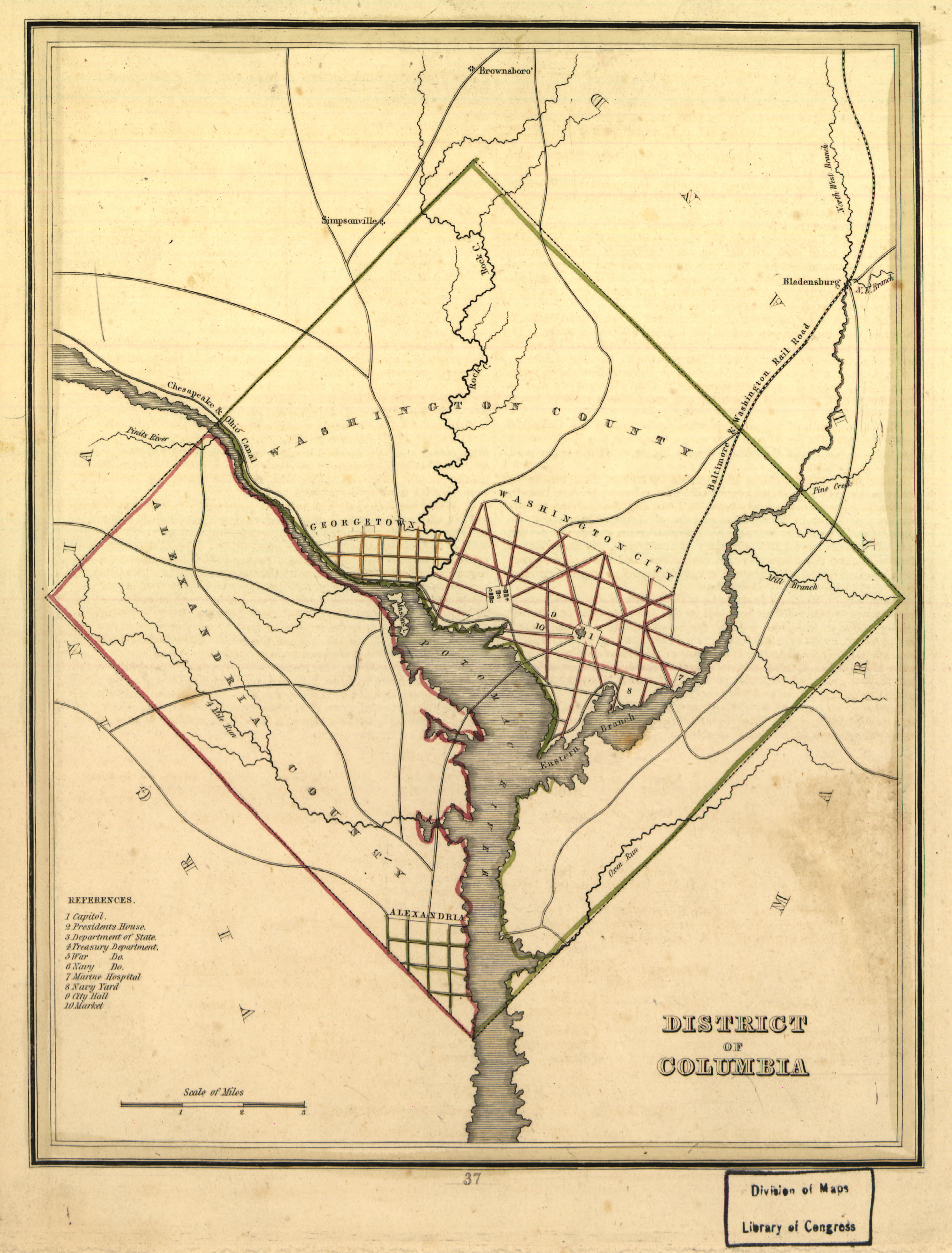
1835年のDC。1846年にポトマック川南西岸がバージニア州に還付された。

この運動は、少数党であるコロンビア特別区州制党が行っている。その後地域の緑の党と合併してコロンビア特別区州制・緑の党となった。この運動で最近の成功事例は、1978年に連邦議会がコロンビア特別区投票権修正条項を通過させたことである。2年後の1980年、地元市民が新しい州の憲法制定会議を招集する音頭を取った。1982年、新憲法が批准され州名はニューコロンビアと呼ばれることになった。しかし、1985年、連邦議会で通ったコロンビア特別区投票権修正条項を7年以内に各州が批准することになっていたが、批准した州の数が必要数に達しなかったために廃案となり、州昇格の動きは挫折した。
州昇格の問題は特別区の政治的人口動態のために、今でも非常に議論の多い政治課題となっている。特別区はこれまで一貫して民主党を支持してきた経緯があるため、州に昇格すれば上院に2名の民主党議員を半ば無条件に追加することになりかねないからである。
なお、コロンビア特別区を51番目の州に昇格させずに代表権問題を解消する現実的な案として、コロンビア特別区をそっくりそのまま旧管轄主体のメリーランド州に還付する方法が挙げられる。これは、メリーランド州がかつて首都建設のためにその地の一部を連邦政府に対して割譲した経緯、およびかつて同様にコロンビア特別区の土地を提供していたバージニア州がその地域（ポトマック川南西岸）を還付された経緯を踏まえたものである。

### プエルトリコ

プエルトリコ新進歩党が使う51星旗

コモンウェルスであるプエルトリコの州昇格に関する住民投票は4度行われており、投票ごとに州昇格支持票が増加し、2012年11月6日の投票で可決に至るが、連邦議会の承認など、まだクリアすべきハードルがある。しかし、島の住人は圧倒的にヒスパニック文化を保持しておりスペイン語を話していることから、英語話者が多数を占める大国に入る機会を妨げており、一部には国家としての独立を求める者がいる（プエルトリコ独立党など）。プエルトリコが州になった場合、人口では全51州中27番目で合衆国の下院議員数は6名となる。2000年国勢調査での人口は392万7776人である。現在はケンタッキー州が26番目で420万6074人、オレゴン州が27番目で370万0758人である。現状では免除されている連邦税が州昇格にともない課税されるようになることから州昇格反対論も根強く、また逆に第40代大統領ロナルド・レーガンは連邦財政の観点からプエルトリコの州昇格を支持していた。
| 地域                     | 人口（人） | 面積 (km2) | 備考          |
| プエルトリコ             | 399万4259  | 9101.0     | 2007年7月推計 |
| アメリカ領ヴァージン諸島 | 11万2000   | 346.4      | 2007年7月推計 |

### その他の領土・旧領土
他の候補でやや可能性が低いのがグアム島とアメリカ領ヴァージン諸島であり、どちらも自治的未編入領域である。北マリアナ諸島はプエルトリコ同様コモンウェルスであり、アメリカ領サモアは非自治的未編入領域である。ヴァージン諸島がプエルトリコと一緒に一つの州として加盟してはどうかという提案もある（両者を併せてプルスヴィ共和国とする提案もある）。また太平洋のアメリカ領や元アメリカ領の統合については、1960年代の「グレーター・ハワイ」構想もある。グアムと北マリアナ諸島は、独立国でありながらアメリカと自由連合盟約を結ぶ関係にあるパラオ・ミクロネシア連邦・マーシャル諸島の3国と共に一つの州として認められる可能性もある。この場合の人口は50万6040人でワイオミング州よりやや少なく、面積は2561平方キロメートルで、全米最小のロードアイランド州よりやや小さい。アメリカ領サモアは上記の州の一部になる可能性もあるし、ハワイ州の1郡になる可能性もある。
| 地域             | 人口（人） | 面積 (km2) | 備考          |
| グアム           | 17万0000   | 544        | 2006年7月推計 |
| ミクロネシア連邦 | 10万8500   | 702        | 2006年7月推計 |
| アメリカ領サモア | 6万4869    | 199        | 2006年7月推計 |

### 州の分離
現在の州の中から新しい州を創設することは、その州議会の承認があれば現憲法下で可能である。実際に、以下のような事例があった。
- メイン州：マサチューセッツ州の一部だったが、1820年3月15日に分離独立した。
- ウェストバージニア州：旧バージニア州北西部の郡の集まりであり（故に、分離の際「ウェスト」が追加された）、南北戦争の際に合衆国（北軍）に忠実だったこれらの郡が、連合国（南軍）を支持する旧バージニア州から1863年に分離独立した。

分離に至らなかった、もしくは構想中のものは以下のとおり。
- 1965年6月4日、カリフォルニア州議会でテハチャピ山地を境にして州を2つに分ける議案に投票が行われた。提案者は州上院議員のリチャード・ドルウィグ（民主党、サンマテオ郡）で、議案は人口の多い南カリフォルニア7郡を他の51郡（＝カリフォルニア州）から分離するものだった。議案は27対12で可決された。この案を有効にするためには、州下院、住民投票、および合衆国議会での承認を必要とした。ドルウィグが予測したように、この法案は州議会の委員会を通らなかった[2]。
- ニューヨーク市をニューヨーク州から独立させる提案があった。これはニューヨーク州北部（ニューヨーク市を除くニューヨーク州の大半）の分離要求のやりとりから派生したものであった。ロングアイランドが独立した州になると考えた者もいた。
- ニューヨーク州と同様な環境で、シカゴがイリノイ州から独立する提案があった。これはシカゴ都市圏だけで人口が州の過半数を占めていたからである。この提案の変化形がミルウォーキーからゲーリーまでの帯状の地域で、いわゆるシウォーキーと呼ばれるものである。
- 歴史を見ると、オレゴン州南部とカリフォルニア州北部がそれぞれ現在の州から脱退して、新しい一つの州「ジェファーソン州」を作る可能性があった。ジェファーソン州が出来ていれば49番目の州で、アラスカ州とハワイ州はそれぞれ繰り下がって、50番目と51番目になったかもしれない。
- 1996年、1999年および2005年にリンカーン州という名の51番目の州を作る動きがあった。この州はワシントン州東部とアイダホ・ペンハンドルを合わせるものだった。
- 1784年、現在のテネシー州東部の住人がフランクリン州という名の新しい州としてその地域を組織する投票を行い、合衆国議会に連邦加盟の請願を行った。しかし議会はその請願に反応しなかった。ノースカロライナ州はかってテネシー全体を領有化する主張を行っていたが、一旦連邦政府にその処遇を預けていた。ここへきてノースカロライナ州が再び領有権を主張したため、フランクリン政府は崩壊した。1790年、ノースカロライナ州は再度フランクリンを含むオハイオ川南岸領土の領有権を放棄し連邦政府に戻した。同領土は後に連邦への加入を認められテネシー州となった。
- 似たようなことがミシガン州のアッパー半島で幾度か起こった。ここではスペリオル州という州を作るために、時には隣接するウィスコンシン州の一部の郡やマキノー海峡を隔てたロウアー半島北部の一部の郡と共に分離を望んだ。

## 国外に対する利用例
アメリカ合衆国との文化的な類似性や密接な同盟関係のために、冗談半分で51番目の州と呼ばれる国がある。また、アメリカ合衆国の州になることをある程度の支持と真面目さで運動した国もある。

### 南北アメリカ

#### カナダ
米国と長い陸上国境を接するカナダでは、「51番目の州」あるいはカナダのシンボルにちなんだ呼称である「メイプルリーフ（カエデの葉）州」は、ある政治的な処置が採られる場合にカナダの運命は「51番目の州」になることだと示唆するようなやり方で使われる感情的なきっかけを与える言葉である。
「51番目の州」になるということは通常、アメリカ合衆国と強い連帯感を持つことや共同してことにあたる政策を採用する時の潜在的な結果として（例えば1988年のカナダ-アメリカ自由貿易協定や、現在議論中の共同防衛拠点の創出）、あるいはケベック州独立運動の問題を解決するための提案を採用しない時の潜在的な結果として（例えば1992年のシャーロットタウン合意や、1999年のクラリティ法）、引き合いに出されている。
この言葉はたいてい、地域の政治的議論、論客の文章あるいは私的な会話の中で使われている。公的な場で政治家によって使われることは稀であるが、カナダの歴史におけるある時代に、政党が同じような意味合いで使ったことがある。例えば、1988年のカナダ連邦選挙で、自由貿易に反対するカナダ自由党は、カナダ進歩保守党の戦略家が自由貿易協定の採用の時に机の上の北アメリカの地図からゆっくりとカナダ-アメリカの国境線を消している広告を打った。しかし、数日のうちに進歩保守党は、アナウンサーの歌うような声で「ここに線を引いている」と言わせて、境界線が引き直されたことを強調する広告を打って反応した。1988年の自由貿易協定は道具で「あった」ことに注意を要する。その後、1993年の北米自由貿易協定 (NAFTA) が通過し、シャーロットタウン合意が議会を通過しない中で、今日まで個別の議論の中で主張されていたような、アメリカ合衆国によるカナダの併合は起こっていない。
カナダの少数の非主流派集団が積極的にカナダのアメリカ合衆国による強制的な併合を唱えているが、主流派の注意を引くところまで至っていない。
アメリカ合衆国の中でカナダを対象に「51番目の州」という言葉を使うときは、その使われる文脈により肯定的にも否定的にも使われ得る。ある状況ではこの言葉がカナダとアメリカ合衆国の類似性と密接な関係に焦点を当てるという見方で使われる。しかし、多くの場合は侮蔑的な意味合いで使われる。18世紀終わり頃の連合規約では、カナダのアメリカ合衆国への加入を前もって承認していた。
米国大統領への返り咲き当選を決めたドナルド・トランプは2024年11月29日、カナダの首相ジャスティン・トルドーと会談した際、「カナダは貿易や移民の問題に対処しないことで生じる高い関税で経済が疲弊するのであればアメリカの51番目の州になるべきだ」と発言した。この発言は報道によって知られ、同席したカナダのルブラン公安相は記者団に対して、米加両国および指導者二人の良好な関係を示す「冗談」だと説明した。しかし、翌2025年1月24日、米大統領に就任したトランプは、カナダについて「歴史的に米国に対して非常に悪い対応をしてきた。非常に不公平な貿易だ」と述べ、米国のカナダに対する大幅な貿易赤字を問題視した上で、「カナダが（米国の）51番目の州になるのを見たい」と改めて発言した。

##### アルバータ州
カナダ南西部にあるアルバータ州は「カナダのテキサス」と呼ばれることがある。この2つの州は社会的な価値観（どちらも社会的に保守的である）や経済の基盤（共に両国の石油産業の中心である）において似通ったところがある。多くのアルバータ州住人がカナダ政府の州に対する政策に不満を表明している。特に国のエネルギー政策と雇用機会の均等化政策である。カナダ政府がアルバータ州の莫大な石油備蓄から金を搾取して国の他の地域にばら撒いていると非難する者もいる。カナダの雑誌ウエスタン・スタンダードから出版された2005年8月の世論調査によると、回答者の42%はアルバータ州がカナダから外に出る選択肢を探索すべきだとしている。この回答の中には、アルバータ州単独で脱退する場合、他の西部の州と共に脱退する場合およびアメリカ合衆国に加わる場合を選択肢として挙げている。

#### ガイアナ
南米大陸北東部にあるガイアナとアメリカ合衆国（USA）を統合した場合の組織「ガイアナUSA」がある。その主張の根拠は、ガイアナが旧イギリス植民地（英領ギアナ）の英語圏であり、現代でもガイアナがアメリカ合衆国と強い結びつきがあることである。なお、ガイアナの10万人の市民はアメリカでも市民権を持っており、35万人のガイアナ人がアメリカ合衆国に住む。これはガイアナ人口の半分に相当する。

#### メキシコ
アメリカ合衆国と陸上国境を接するメキシコはアメリカ合衆国の51番目の州であると比喩されている。1847年から48年にかけて、米墨戦争が勃発し、アメリカ合衆国の勝利となった。終結時に米国がメキシコを占領し、米国の州にすることを検討されていた。現在、一部のメキシコ国内からもアメリカ合衆国の州になれば移民問題などでメキシコ側の負担が無くなる、アメリカ合衆国と地続きのため、違和感すらないとも発言している。

#### ドミニカ国
1898年、イギリス領であったため、この行政システムを変える方針としてアメリカ合衆国への併合をする計画が政府を挙げて存在していたという。
現在もドミニカ国をアメリカ合衆国の州にするかしないかの議論が活発化している。

### ヨーロッパ

#### イギリス
アメリカ合衆国の独立は、英領北アメリカの一部がアメリカ独立戦争に勝利して達成されたが、20世紀にかけて米国は超大国に伸長して国力は旧宗主国である英国を凌駕するようになり、英米関係は大きく変わった。イギリスの評論家に言わせれば、「イギリスは、アメリカ合衆国の『事実上の』51番目の州である」と示唆されている。仮にイギリスが合衆国に加盟すれば、全州の中で最多の人口、経済規模ではカリフォルニア州に次ぐ第2位の州となる。それ故に、最も政治的な影響力を行使できると言う者もいる。ただし、さすがにほとんどのイギリス人もアメリカ人もこれは起こりえないとも思っている。
しかし、それが実際に起こったとすれば、アメリカには存在しない王室を持つ立憲君主制のイギリスが共和国になるか、あるいはアメリカがアメリカ合衆国憲法第4条第4節「アメリカ合衆国はこの連合の中にある各州に共和的形態の政府を保証する」という規定を改訂することになる。この種の噂は伝統的なもので、第二次世界大戦末期の1944年、ブレトン・ウッズでの借款交渉より帰国したケインズは取り巻きの記者から「イギリスはアメリカ合衆国の49番目の州になるという噂は本当か」と質問されると、即座に「そんな幸運はないよ」と返答したという
（「49番目の州」という言い方が使われたのは当時まだ48州だったため。アラスカとハワイが連邦に参加していなかった）。 
文化的には、様々なアメリカ合衆国のテレビ番組の人気が上がっており、映画、ファッションまた文学も然りである。経済的には、スーパーマーケットやファーストフード小売店がアメリカから輸出されて、年長者の多い社会で古い小さな事業には大きな影響を及ぼすと思われるが、一般大衆にとっては便利さが増すであろう。映画『51番目の州』（アメリカでの公開では『フォーミュラ51』）では、アメリカ合衆国からイギリスへ犯罪が流入すると仮定している。特に薬物密売やギャングである。
政治的には、イギリス帝国の衰退とアメリカ合衆国の影響力の増大が表裏一体となって進み、第二次世界大戦中にアメリカ合衆国の援助を獲得したことで、イギリスが植民地の大半を喪失し、イギリス海軍の優越性も失われたことに擬えられる。イギリスがイギリス帝国を夢見て世界に影響力を保持しようと「新しいアメリカ帝国」の力にすり寄ろうとしていると考える者は殆どいない。
第二次世界大戦から今日に至るまで、イギリスに米軍基地（在英国米国空軍）や軍事機関、CIAなどの諜報機関が多数駐留しており、特に冷戦時代にこれらが増強されたことは、アメリカ合衆国の影響力の明確な証拠と取られている。アメリカ空軍にとって、イギリスは世界における「戦略的な位置」として特に重要である。
イギリスの主権が失われる可能性と、米英関係の中での互恵主義の明らかな欠如に関連して、政治的な権利についての批判がある。イギリスは朝鮮戦争の時にアメリカ合衆国を支援したが、スエズ紛争の際にはアメリカ合衆国の支援を得られなかった。このような批判は、アメリカ合衆国が共産圏諸国を扱うやり方について特に広まっていった。ベトナム戦争のときのアメリカ合衆国に対する言葉の上の支援は、公式の軍事的な介入が無かったにも拘わらず抗議運動の対象となった。
ロナルド・レーガン大統領政権下ののアメリカ合衆国は、イギリスとアルゼンチンで起きたフォークランド紛争の際に、密かにマーガレット・サッチャー首相のイギリス政府を支援した。これは米州相互援助条約の制限を超えるものであった（しかし、アルゼンチンが紛争を起こした当事者であったので、直接武力行使しても条約を犯すことにはならなかった。また北大西洋条約によって、アメリカ合衆国はイギリスに対する責任があった）。
イギリスは、冷戦終結後もアメリカの強力な同盟者であり、レーガンとサッチャーの時代に続いて、ジョージ・W・ブッシュ米国大統領による2003年のイラク侵攻については、トニー・ブレア英国首相が強く支持することで裏付けられた。ブッシュ･ブレア両首脳が会する時の友好的な雰囲気がそれを示していた。その際にメディアは「トニーはブッシュ大統領のトイプードル（犬）」と比喩した。その後、ブッシュ大統領本人が「ブレア首相はプードル（犬）以上の事をアメリカ合衆国にしてくれた。」と感謝した。
その後はテロリズムに対抗し、情報を共有し合うためにUKUSA協定が創られた。
イギリス国内では、イギリスが欧州連合 (EU) から脱退して（ブレグジット）、北米自由貿易協定 (NAFTA) に加盟する可能性について、限られた範囲ではあるが議論がある。しかし、イギリスは貿易額の60%以上を占めるEUとの結びつきを、NAFTAとの比較の中で再度交渉しなければならない。NAFTAの中で最大のアメリカ合衆国とは、イギリスが15%を輸出し8.7%を輸入している。しかし、多くの評論家によれば、新首相となったゴードン・ブラウンはイラク問題に対するイギリスの支持を引き上げようと願っており、トニー・ブレアのようにアメリカ合衆国の影響を受けないだろうと考えている。
ロックバンドのTheTheの『ハートランド』という曲は、イギリス政府が米国に追従する形を批判する形で、イギリスはアメリカの51番目の州であるという歌詞である。
また、イギリス国民が本来のイギリス英語からアメリカ英語に変わりつつある状況になっていることが、社会問題となっている。また、軍事面においてはイギリスは第二次世界大戦の戦勝国のため、核兵器を保有する事が国際的に認められている。しかし、イギリスの核兵器の発射権利はイギリス首相ではなくアメリカ政府が実質的に持っており、イギリスはアメリカ政府の許可無しで核ミサイルを飛ばす事は出来ないと発表された。軍事面や文化面でも世界で最もアメリカ化が進んでいるため、イギリス国民は「言語まで同じになった今、イギリスはかつて植民地支配をしたアメリカ合衆国の高度な自治区そのものである。」と批判した。
2021年、フランスの高官はイギリスを米国の従属国と発言し、同年、ベラルーシの大統領アレクサンドル・ルカシェンコは、英国放送協会（BBC）のインタビューにおいて「イギリスはアメリカの犬である。」と批判した。

#### アルバニア
アルバニアは、その姿勢が強いアメリカ合衆国肯定の立場を採っているために51番目の州と言われることがある。
ジョージ・W・ブッシュ大統領が2007年にヨーロッパ歴訪を行った時、アルバニアの首都ティラナの市長で対立する社会党の指導者でもあるエディ・ラマは、「アルバニアはヨーロッパで最も、たぶん世界でも一番アメリカ合衆国を持ち上げる国である...アメリカ合衆国の大統領にたいしてこれほど尊敬と友好的な持てなしをする国が他にあるだろうか。ミシガン州でもこれほどの歓迎は得られないだろう。」と語った。
元アメリカ合衆国国務長官のジェイムズ・ベーカーが1991年に訪問したとき、アメリカ合衆国の51番目の州を宣言するための国民投票を行う動きすらあった。

#### イタリア
イタリア政府はアメリカ合衆国に経済的、軍事的に依存している。イタリア国内においても米軍基地や米軍が多数駐留しており、アメリカ合衆国の51番目の州だと国民から批判されることがある。

#### シチリア島（イタリア共和国）
1944年に党員数4万人と言われたシチリア島の再建党が、シチリア共和国はアメリカ合衆国に加盟すべきと主張した。再建党は、第二次世界大戦におけるイタリアの降伏に伴うファシスト党の没落後に行動した幾つかのシチリア分離主義者運動の一つであった。

#### アゾレス諸島（ポルトガル共和国）
太平洋に浮かぶアゾレス諸島はポルトガルの自治区である。19世紀後半から20世紀初頭にかけて、アゾレス諸島の間でポルトガルを離れてアメリカ合衆国の州に加わる動きがあった。アゾレス諸島がポルトガル政府によって不当に搾取されていると判断したためアメリカ合衆国に加わるための運動は、アメリカ合衆国に統治させることが最善の策であるとした。
1917年のアゾレス諸島はアメリカ海軍の将校と政治家、特に海軍のフランクリン・ルーズベルトは、アメリカ合衆国がアゾレス諸島を統治するという考えを却下した。

#### デンマーク
デンマーク王国はアメリカ合衆国の独立記念日の7月4日をデンマーク政府と国民が共に祝っていること（実際にアメリカ独立記念日として祝日である）、政治的、経済的、軍事的（主にアメリカ宇宙軍）にアメリカ合衆国の影響下であることから、アメリカ合衆国の『ロサンゼルス・タイムズ』は「デンマーク王国は我が国 アメリカ合衆国の51番目の州になる」と皮肉を込めて発表した。

#### ドイツ
ドイツは第二次世界大戦敗戦後、同じ旧枢軸国の日本やイタリアと同様に軍事的にアメリカ合衆国の影響下であるとされている。現在もドイツ領土内には多数のアメリカ欧州軍が駐留しており、シュトゥットガルトに本部を設置している。ただ、在独米軍は削減が行われている。
連合軍軍政期後には、資本主義国の西ドイツと共産主義国の東ドイツで分裂した。東ドイツはソビエト連邦占領地域に建国された国家、西ドイツ（現在のドイツ連邦共和国）はフランス、イギリス、アメリカ合衆国により建国された国家である。冷戦時期には西ドイツは東側陣営と、東ドイツは西側陣営と小規模ながら対立があった。
しかし、最終的にアメリカ合衆国側の西ドイツに東ドイツは編入して、ドイツ統一を果たした。現在は経済的に中華人民共和国に依存、軍事的にはアメリカ合衆国という状態のため、皮肉としてアメリカ合衆国の51番目の州と言われる事が少なからずある。

#### ウクライナ
ソビエト連邦の崩壊によって独立したウクライナはオレンジ革命によって、親露派政権が崩壊し、親米政権が次々と誕生した。2022年ロシアのウクライナ侵攻以降、ウクライナの大統領であるウォロディミル・ゼレンスキーは、更にアメリカ合衆国への接近を強める事となった。ウクライナ軍は、アメリカから供与された兵器を用いて防衛、時にはロシア領内の軍事基地を攻撃している。これに対し、ロシアのセルゲイ・ラブロフ外相は「ロシア連邦政府は事実上アメリカ合衆国と戦争状態にある」と発言し牽制した。
アメリカ合衆国下院のマージョリー・テイラー・グリーンは、ウクライナはアメリカ合衆国の51番目の州ではないと批判するなど、議員の一部はウクライナ支援の縮小または廃止を求めている。

### アジア

#### 日本
日本は1945年（昭和20年）に第二次世界大戦で枢軸国の一員として米国を始めとする連合国に敗戦し、ポツダム宣言受諾による有条件降伏（日本の降伏）をしてから（ただし、全日本軍の無条件降伏は同宣言に明記された条件に含まれる）、1952年（昭和27年）4月28日にサンフランシスコ講和条約（日本国との平和条約）が発効されるまでの6年8ヶ月にわたり、アメリカ軍を中心とする連合国軍(GHQ)の占領下に置かれた。
講和条約発効による被占領期終了・日米の国交回復後も現在に至るまで、日米安全保障条約や日米地位協定に基づき、領土内に多数の在日米軍が駐留している。また、西側陣営の一員として事実上の一党優位政党制で戦後日本の政治を担ってきた自由民主党は保守合同による結党間もない頃、反米・左翼勢力弱体化と親米保守政権の安定化のために中央情報局（CIA）からの財政支援を受け、いわゆる「55年体制」を築いた。
2016年（平成28年）2月17日、自由民主党所属の参議院議員である丸山和也は、憲法審査会で「日本が米国の51番目の州になれば、集団的自衛権は全く問題にならないし、拉致問題も起こらなかった」と発言し、物議を醸した。
しかし、言語や主要人種・宗教、形成の歴史、さらに連邦制・共和制・大統領制のアメリカ合衆国と単一国家・立憲君主制（象徴天皇制）・議院内閣制の日本と政治体制に至るまで、あらゆる点が異なる国家同士でもあり、さらに日本の人口・経済規模も大きいため、日本がアメリカ合衆国の一部になればアメリカ合衆国側も相当の変革を余儀なくされ、実際には非現実的な構想である。つまり「戦後日本は米国の51番目の州」という表現は、多くの場合において現実的な提案としてではなく、皮肉や嫌味、批判を意味する比喩として使われる。
もっとも、日本国政府も全てにおいてアメリカ合衆国に追従している訳ではない。アメリカ合衆国がパリ協定を脱退した際には、財務大臣麻生太郎は「アメリカ合衆国はその程度の国」と批判した。また、中東問題においてアメリカ合衆国はイスラエルを支持するのに対して日本政府は将来的な二国家解決を前提として国家としてのパレスチナの立場を尊重しており、イスラエルのエルサレム首都問題において当時の安倍晋三首相は米国連邦政府とドナルド・トランプ大統領の方針に対して「日本は米国のエルサレム問題の方針に断固反対する」と発表し、2024年にも国際連合総会にてパレスチナ国の国連加盟を認める決議案の採決が行われた際、アメリカ合衆国やイスラエルが反対、イギリスやドイツが棄権の意思を示したのに対して、日本は賛成の立場を明確にした。

#### 大韓民国
韓国には多数の在韓米軍が駐留しており、北朝鮮を抑止している。また、戦時になった際は米韓連合司令部（アメリカ合衆国連邦政府）が掌握するため、自衛隊（自衛隊の最高指揮官は内閣総理大臣）やドイツ軍などと違い韓国政府独自で韓国軍を指揮することは出来ない。
米韓防衛費分担金特別協定に基づき在韓米軍の駐留経費負担（日本の思いやり予算に相当）を行ってきた歴史もあり、アメリカ国防総省は韓国国防部が提案していた、協定とは別に先に在韓米軍韓国人の人件費を韓国側の税金で負担する事に合意した。アメリカ合衆国の従属国であり、51番目の州であると言われることがある。
反米国家の北朝鮮側は「韓国はアメリカ合衆国の傀儡国家であり、この国は決して独立国ではない」と皮肉を込めて発言をした。金与正も「韓国は米国のオウムである。」と批判した。また、1948年の大韓民国の建国はアメリカ合衆国指導による事、文化面でもアメリカ化が進んでおり、アメリカ合衆国の州になるべきと評論家が発言している。
しかし米日と同じように、米韓は言語、歴史、主要人種が大きく異なるため、「アメリカ合衆国51番目の州」はあくまで皮肉として使われている。

#### 中華民国（台湾）
台湾を統治していた日本の降伏で終わった第二次世界大戦後、中華民国が台湾を支配し（台湾光復）、中国大陸での国共内戦で敗北した中華民国政府は機能を台湾へ全面的に移した。内戦に勝利して1949年10月1日に建国を宣言した中華人民共和国は、現在に至るまで台湾を自国領土とみなしている（「中台関係」「台湾問題」参照）。
アメリカ合衆国のハリー・S・トルーマン大統領は、台湾へ逃れた蒋介石政権に当初冷淡だったが、1950年6月25日に北朝鮮軍が韓国へ侵攻して朝鮮戦争が勃発し、アジアにおいても共産主義の脅威が顕在化すると、アメリカ海軍を台湾海峡「中立化」を命じるなどして台湾防衛への関与
を始めた（第一次台湾海峡危機）。
この間、中華民国副総統だった李宗仁は、大陸で敗北してアメリカ合衆国に亡命した際、トルーマン大統領に蔣介石を打倒して台湾をアメリカの自治州にすることを提案していた。
1952年、連合国と日本国との平和条約（サンフランシスコ平和条約）と、日本国と中華民国との間の平和条約（日華平和条約）が締結された。
その後、中華人民共和国が国力や対外的影響力を高めるにつれて、中華民国は国際連合加盟国の資格や日米などとの正式な国交を失ったが、米国は1979年に中華人民共和国との国交樹立および中華民国との断交に伴い、台湾関係法を制定。中露との新冷戦もあって、2020年代においても台湾有事を想定した台湾防衛への関与を維持・強化している。
台湾の政治団体である台湾民政府は、台湾を｢アメリカ合衆国の領土である｣と明記してある。

#### 香港
中華人民共和国の一国二制度の実質的な崩壊、中華人民共和国国家安全法の反対デモによって、香港市民はイギリス領に戻るか、アメリカ合衆国の51番目の州になることを検討すべきという意見も出た。

#### アフガニスタンおよびイラク
イラク戦争後のイラク政府がアメリカ合衆国の傀儡国家であると考える人々によってこの主張がなされている。アフガニスタンについても同じような観測がなされていたが、ターリバーンの掌握後には、このような見解は見られなくなった。

#### イスラエル
ユダヤ系アメリカ人有力者達のロビー活動（イスラエル・ロビー）によってイスラエルが毎年アメリカ合衆国から資金や防衛的な支援を受けているために、多くのウェブサイトでイスラエルは51番目の州と主張したり、あるいはジョークのネタに使っている。コメンテーターのリチャード・リーヴズもこの伝である。

#### フィリピン
フィリピンは元々、アメリカ合衆国の植民地（米領フィリピン）であり、経済的に依存しており、近年まで米軍が多数駐留していた。1946年にアメリカ合衆国から独立したが、一部の国民は植民地ではなく、アメリカ合衆国の51番目の州になるべきだとの声が年々上がっている。現在、アメリカ合衆国の州になることを掲げる政党や組織まで設立されている。

### オセアニア

#### オーストラリア
オーストラリアはアメリカ合衆国の外交政策に似た形を採っているために、「51番目の州」と言われることがある。この言葉はオーストラリアの中だけで使われている。第二次世界大戦以降、オーストラリアはアメリカ合衆国が始めた戦争にほとんどすべて関わってきた。朝鮮戦争、ベトナム戦争そしてイラク戦争である。1996年から11年間にわたって首相を務めたオーストラリア自由党のジョン・ハワードは自ら「米国の副保安官」を自認していた。しかし、自由党は2007年の総選挙で首相ジョン・ハワードの落選とともに敗北したが、依然としてアメリカ合衆国に経済的、軍事的に依存しているため、「51番目の州」と比喩されている。

#### ニュージーランド
2010年、アメリカ合衆国の第51番目の州になるための党が設立、ニュージーランド選挙委員会に届け出られた。また、実際に51個あるアメリカ合衆国の国旗を提案までするほどであった。

### アフリカ

#### リベリア

リベリアの国旗

リベリアは南北戦争中、解放奴隷の黒人をアメリカ合衆国から西アフリカに移住させて建国された国で、歴史的にもアメリカ合衆国と関わりが深い国である。よって政治や文化面などでもアメリカの影響力が強く、また首都のモンロビアなどアメリカ合衆国の著名人に因んだ地名があり、国旗も星条旗に酷似している。その為か、しばしばアメリカ合衆国の51番目の州などと言われる事もある。
リベリア国民の多くは、自身はアメリカ合衆国とは兄弟でもあると言う認識をしている人も多く、非公式だが、リベリアはアメリカ合衆国の51番目の州状態の国だと考えている人も多い。1989年のリベリア内戦勃発以後、アメリカ合衆国の軍事介入を強く求めていたが、アメリカ合衆国はリベリアに介入しなかった。アメリカ合衆国の一つの州となって、リベリアを助けるべきだとの声もあった。

### その他

#### グリーンランド
デンマーク領グリーンランドは石油開発が行われており、経済力（GDP）を長期に上昇させ覇権を永続的に握りたいアメリカ合衆国に領土を買収されるのではないかとの憶測がある。ちなみにドナルド・トランプ大統領はグリーンランド購入（アメリカ合衆国の51番目の州にする計画）について意見を出していた。また、軍事的にアメリカ合衆国は既に進出しており、アメリカ宇宙軍のチューレ空軍基地がある。
しかし、グリーンランド自体デンマークの自治区のようなものだが、メッテ・フレデリクセン首相は「アメリカ合衆国にグリーンランドを売るわけない」と批判した。だが、ドナルド・トランプ大統領は「デンマーク国民は素晴らしい。しかし、首相はグリーンランドの領土の購入について話し合う気はないようなので、2週間後の首脳会談を別の機会に延期することにする。」と発表し、トランプ大統領は身勝手で侵略者であるとデンマーク国民から批判された。もし、グリーンランドが51番目の州に併合されたら、アメリカ合衆国はロシアに次ぐ世界で2番目の広さの領土を保有する国となる。

## 組織の例えとして
アメリカに籍を置く組織（NGOなど）はしばしば、他所に小さな支所を置いている。これらの支所がその組織の「51番目の州」と言われることがある。
- 民主党全国委員会は予備選挙のために各州をまとめている。海外にいる約700万人のアメリカ人に予備選挙を呼びかける海外民主党という組織もある。民主党全国委員会の立場では海外民主党はしばしば「51番目の州」と考えられている。

## 関連する大衆文化
- 『ケミカル51』は2001年のイギリスの映画であり、サミュエル・L・ジャクソンとロバート・カーライルを起用して1971年イギリスのリヴァプールを舞台にした。この映画はアメリカとイギリスの関係を戯画化している。カナダでこの映画が封切られる時、The 51st State という言葉に対するカナダ人の感情を考慮して題名が Formula 51 に変えられた。
- アニメ『ザ・シンプソンズ』では、サウディ・イスラエリア（おそらくはサウジアラビアとイスラエルの組み合わせ）が、「フューチャードラマ」(Future-Drama) というエピソードの中で51番目の州と呼ばれている。
- イギリスのロックバンドニューモデルアーミー (New Model Army (band)) による1986年のアルバム『ザ・ゴースト・オブ・ケーン』には、「51番目の州」(51st State) という曲が入っており、サッチャー首相時代のイギリスを扱っている。
- イギリスのバンドザ・ザ (The The) の1986年のアルバム『インフェクテッド』の曲「ハートランド」は、「ここは合衆国の51番目の州」(This is the 51st state of the U.S.A.) を繰り返して終わる。
- 『51番目の州』(51st State) は、イギリスのジャーナリストのピーター・プレストン (Peter Preston) が1998年に出版した小説で、近未来のイギリスが欧州連合を離れて（4つのカントリーがそれぞれ）合衆国の51～54番目の州になる。ISBN 0-670-88326-3、邦訳 ISBN 4-488-25802-6。
- アーサー・C・クラークとスティーヴン・バクスター共著の小説『過ぎ去りし日々の光』(The Light of Other Days) では、イギリスがアメリカに加わり、首相は知事となり、王室はオーストラリアに脱出する。ISBN 0-00-224704-6 (日本語訳 上:ISBN 4-15-011338-6 下:ISBN 4-15-011339-4 )
- 『新スタートレック』の第2シーズンのエピソード「ホテル・ロイヤルの謎」(The Royale) では、廃墟の一角に52星旗が見られる。劇中ではどこが51番目と52番目の州であるか明かされないが、登場人物が「（その旗は）紀元2033年から2079年までの間だ」と言って、（他にも可能性は考えられるがおそらくは）2033年に52番目が、2079年に53番目が加入したことだけが示唆される。
- アラン・ムーア作の劇画『ウォッチメン』はもう一つの歴史を描いており、アメリカがベトナム戦争に勝利してベトナムを併合し51番目の州にする。
- 1979年の映画『アメリカトン』(Americathon) は架空の（映画製作時点では未来にあたる）1998年を舞台にしており、イギリスは51番目の州になり、スーパーマーケット「セイフウェイ」のロゴがウェストミンスター宮殿の上に掛けられる。
- マッド・アマノは、日本の自由民主党のポスターに「米国51番目の州」の語句を追加したパロディ作品を発表している[43]。